# Lubomír Linhart
Lubomír Linhart (28. června 1906, Praha – 10. června 1980, Praha) byl český pedagog, publicista, kritik, nakladatelský redaktor, teoretik fotografie, filmový historik, překladatel z ruštiny.
Ve třicátých letech byl mluvčím a teoretikem Film-foto skupiny Levé fronty.

## Život
Narodil se v rodině inženýra Františka Linharta (13. dubna 1878 Heřmanova Huť – 17. srpna 1916 Praha) a Josefy, roz. Schallerové (30. srpna 1879 Klatovy – 26. března 1972 Praha), oba rodiče pocházeli ze západních Čech. V deseti letech o otce, který pracoval jako stavební komisař na ministerstvu obchodu, přišel. 
Publicisticky začal být činný od 2. poloviny 20. let, záhy se zaměřil na filmovou kritiku a orientoval se zejména na propagaci sovětské filmové tvorby. Od roku 1926 začal spolupracovat jako publicista s komunistickými časopisy Reflektor a Tvorba. Od roku 1927 byl členem Klubu za nový film. V letech 1924–1934 vystudoval ČVUT v Praze (titul Ing.). V roce 1927 se stal hlavním filmovým referentem Večerníku Rudého práva, v letech 1928–1929 spolupracoval s deníkem Lidové Noviny a časopisem Filmový kurýr, v roce 1930 byl filmovým referentem časopisu Signál. V letech 1931–1932 redigoval filmovou rubriku novin Svoboda (Kladno).
V roce 1930 vydal první knihu Malá abeceda filmu, v roce 1934 mu vyšla v nakladatelství Levá fronta kniha Sociální fotografie. V roce 1932 přeložil dvě knihy sovětského režiséra Vsevoloda Pudovkina Od libreta k premiéře a Vývoj sovětské režie.
V letech 1931 a 1932 podnikl cesty po tehdejším Sovětském svazu, kde navštívil např. ukrajinské filmové ateliéry v Kyjevě a společně s Bedřichem Václavkem se zúčastnil II. mezinárodní Konference proletářských spisovatelů. V polovině třicátých let spolupracoval s kulturními časopisy Žijeme, Index a Večerníkem Rudého práva. Mimo to působil také jako obchodní zástupce sovětského velvyslanectví pro dovoz sovětských filmů.
Za války byl zapojený do ilegální činnosti. V roce 1942 odjel na Slovensko, kde se od podzimu 1944 podílel na znárodnění sítě kin. Po osvobození v roce 1945 se stal ústředním ředitelem Československé filmové společnosti s plány na znárodnění filmového průmyslu. V roce 1946 podepsal prokomunistické „Májové poselství kulturních pracovníků českému lidu!“ publikované před květnovými volbami do Ústavodárného Národního shromáždění. Tento předvolební manifest komunistů podepsalo celkem 843 kulturních pracovníků a komunisté volby vyhráli. Dále připojil svůj podpis pod výzvu prokomunistické inteligence Kupředu, zpátky ni krok!, jež byla publikována dne 25. února 1948 na podporu komunistického převratu. V roce 1948 se stal prvním generálním (ústředním) ředitelem znárodněného Československého státního filmu, ale ještě v témže roce ho vystřídal Oldřich Macháček. Poté nastoupil dráhu diplomata, byl velvyslancem v Rumunsku (1948–1953) a v Německé demokratické republice (1953–1956). 
Po návratu do Československa byl jmenován profesorem FAMU a vedoucím tamní katedry filmové a televizní vědy. Na II. sjezdu Svazu československých divadelních a filmových umělců, konaném ve dnech 30. března –1. dubna 1961, byl zvolen do ústředního výboru tohoto svazu a působil tam do roku 1965. V roce 1969 se stal vedoucím oddělení filmové vědy a kritiky při katedře teatrologie na Filozofické fakultě UK. 
Mimo film se zabýval se také uměleckou fotografií a estetikou, v 60. letech napsal např. monografie o Jaromíru Funkem a Alexandru Rodčenkovi a o estetice Václava Tilleho (1968). 

## Publikace (výběr)
- LINHART, Lubomír. Malá abeceda filmu. Praha: Pokrok, 1930.
- LINHART, Lubomír. Sociální fotografie. Praha: Jarmila Prokopová, 1934.
- LINHART, Lubomír. Mezinárodní fotografie 1958. Praha: SNKLHU, 1959.
- LINHART, Lubomír. Jaromír Funke. Praha: SNKLHU, 1960.
- LINHART, Lubomír. Alexandr Rodčenko. Praha: Orbis, 1964.
- autor předmluvy: Ejzenštejn, S. M. (1961). Kamerou, tužkou i perem. Praha: Orbis